# Ибрахим
Ибрахи́м (араб. إِبْرَاهِيمُ‎) — исламский пророк, посланник и проповедник единобожия. Является общим предком арабов и евреев. Отождествляется с библейским пророком Авраамом. Упоминается в Священном Коране 69 раз. Его именем названа 14-я сура Корана «Ибрахим». У него несколько прозвищ: Халилуллах («друг Аллаха»), имам («глава общины»), сиддик («правдивый»), ханиф («исповедующий единобожие») и другие. Употребляемый в Коране термин «миллат Ибрахим» (религия Ибрахима) подразумевает начальное единобожие и ислам.

## История
Эпизоды из истории жизни Ибрахима неоднократно и довольно подробно изложены в Коране. Ибрахим родился к востоку от Вавилона в Уре. Согласно 74 аяту суры аль-Анам, отца Ибрахима звали Азар. По мнению ас-Суюти и других толкователей Корана, идолопоклонник Азар, на самом деле приходился Ибрахиму дядей и отчимом, а его мать Амиля, будучи беременной, вышла замуж за него после смерти своего первого мужа Тариха.
Маленьким мальчиком он понял бессмысленность поклонения идолам, которым поклонялся его народ. Ибрахим сделал вид, что соглашается с язычниками в поклонении солнцу, луне, звёздам, но когда данные небесные тела закатывались, он отрекался от поклонения им, показывая несостоятельность убеждений идолопоклонников. Он безуспешно пытался внушить эту веру отцу, которого звали Азар, и его соплеменникам. Однажды, пробравшись в святилище, он повредил там несколько идолов, а когда люди пришли посмотреть на случившееся, Ибрахим возложил всю вину на главного идола. Люди не поверили и тогда пророк Ибрахим использовал это как доказательство лживости веры в идолов. Ибрахима привели к царю, который приказал его сжечь, и тогда Аллах спас его и перенес его вместе с Лутом (Лот) в Палестину.
Однажды Ибрахима посетили ангелы, направлявшиеся наказать народ Лута, и предрекли ему, что его старая жена Сарра родит сына. Ибрахим вместе со своим сыном Исмаилом отстроил в Мекке Каабу. Как-то ему приснилось, что Аллах требует принести в жертву сына. Отец и сын были готовы совершить жертвоприношение, но Аллах прекратил испытание, объявив жертву ненужной. Ибрахим попросил у Аллаха доказательства его способности оживлять и тогда Аллах приказал ему разложить останки четырёх птиц на четырёх горах, и позвать их. Ибрахим выполнил приказ Аллаха и птицы слетелись к нему ожившие и невредимые. Аллах всячески покровительствовал пророку Ибрахиму и даровал ему многочисленное потомство, в котором было несколько пророков.
Коран содержит немало вложенных в уста Ибрахима молитв, в которых он просит даровать ему сына, заступается за грешников из числа народа Лута, просит благословения своей земле и своему народу. Спасшись от огня, он просит Аллаха помиловать в будущем своего отца, но получает отказ. Такое утверждение неизбежности наказания для неверующих предков было одним из важных и принципиальных элементов коранической проповеди.
Ибрахиму были ниспосланы священные тексты — сухуф («свитки»). Он учил людей единобожию. Ибрахим не был ни иудеем, ни христианином, но был ханифом. Именно ханифизм призван был возродить на земле пророк Мухаммед.
Согласно исламским преданиям, пророк Ибрахим жил в Ираке при царе Намруде. Предупреждённый о пророчестве Ибрахима, Нимруд приказывал убивать младенцев в чреве матери, но Ибрахим избежал такой гибели. Его отец делал идолы и заставлял мальчика продавать их. Ибрахим много путешествовал, в частности побывал в Египте, где фараон пытался отнять у него жену.
Согласно арабским преданиям, по приказу Аллаха, Ибрахим привёл Хаджар (Агарь) вместе с сыном Исмаилом (Измаил) в Мекку. Он оставил их одних в пустыне, но потом регулярно их посещал. Во время одного из таких посещений он вместе с Исмаилом восстановил разрушенную потопом Каабу. Около Мекки Ибрахим приносил в жертву своего сына. В Коране он не назван по имени, однако в предании он почти всегда называется Исмаилом. Весь ритуал хаджа (манасик) как бы воспроизводит различные эпизоды жизни Ибрахима и его семьи. Метание Хаджар между холмами Сафа и Марва в поисках воды, борьба с Сатаной и принесение в жертву ягнёнка вместо сына и т. д. Таким образом, пророк Ибрахим является одним из главных средств соединения вселенского характера новой религии с её аравийскими корнями. Согласно каноническому описанию, старший сын Ибрахима Исмаил был родоначальником арабов и прямым предком пророка Мухаммеда, а младший сын Исхак был родоначальником евреев и прямым предком пророка Исы ибн Марьям.

### Место захоронения

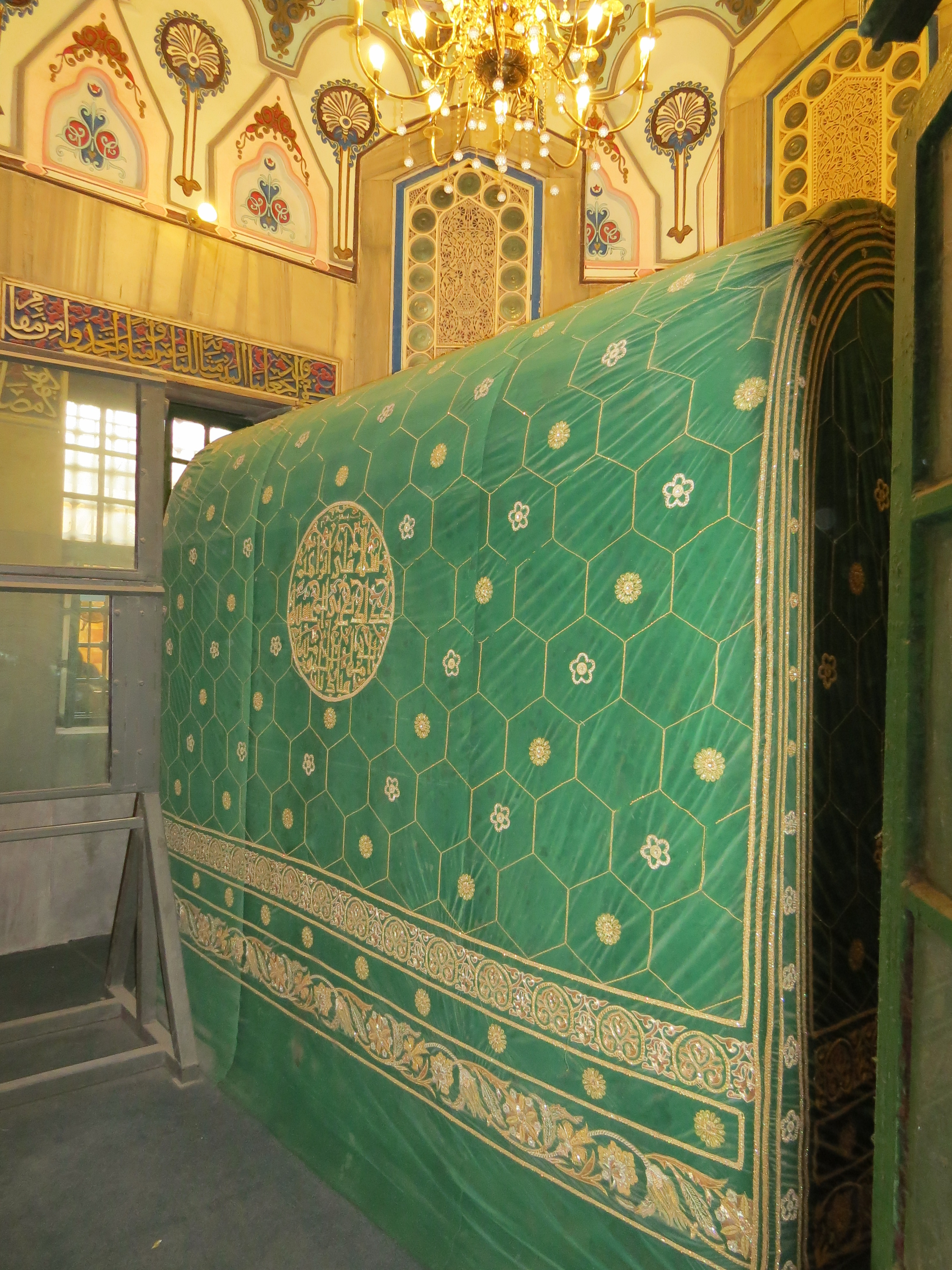
Могила Ибрахима в мечети Ибрахима (Хеврон)

Согласно преданию, могила пророка Ибрахима находится в Палестинском городе Хевроне. Она относится к наиболее почитаемым мусульманским святыням и не раз становилась предметом столкновений мусульман с евреями. Общий характер рассказов свидетельствует о том, что фигура пророка Ибрахима была известна на Аравийском полуострове. В рассказах о жизни пророка Ибрахима немало параллелей с историей самого Мухаммеда.